# 허빙자오
허빙자오(중국어 간체자: 何冰娇, 정체자: 何冰嬌, 병음: Hé Bīngjiāo, 한자음: 하빙교, 1997년 3월 21일~)는 중화인민공화국의 배드민턴 선수이다. 2013년에 중국 국가대표 선수가 되었으며 올림픽에 2회(2020, 2024) 출전했다. 또한 2024년 올림픽 여자 단식 은메달과 세계 배드민턴 선수권 대회에서 동메달 2개(2018, 2021)를 획득했으며 2014년 하계 청소년 올림픽에서 여자 단식 금메달을 획득했다.

## 선수 경력

### 2013년~2015년
2013년 16세의 나이로 국제 토너먼트전에 처음 출전하였다. 당시 아시아 배드민턴 주니어 선수권 대회 준결승전에 진출하였으나 태국의 부사난 응밤룽판을 상대로 패했다. 세계 주니어 선수권 대회에서도 준결승전까지 진출하였으나 일본의 오호리 아야에게 밀려 탈락했다. 베트남 오픈 결승전에서는 인도네시아의 헤라 데시를 21분 만에 누르면서 우승하였다.
2014년 BWF 세계 주니어 선수권 대회에서는 작년에 만났던 오호리 아야를 다시 한번 만나 승리하면서 설욕했다. 그러나 결승전에서 일본의 야마구치 아카네에게 3게임 21-14, 18-21, 13-21로 패배하며 은메달에 그쳤다. 그해 2014년 하계 청소년 올림픽에서는 결승전에서 다시 한번 야마구치를 만나 분전 끝에 승리하면서 첫 올림픽 금메달을 획득하였다. 이어지는 비트부르거 오픈에서는 미셸 리와 장베이원을 누르고 준결승전에 진출하였으나 쑨위에 밀려 4위에 그쳤다.
2015년 차이나 마스터즈에서 후이시루이를 이기고 처음으로 우승을 차지했다. 뉴질랜드 오픈에서도 결승전에 진출하였으나 일본의 가와카미 사에나가 승리하였다. 그해 세계 주니어 선수권 대회에서는 준결승전에서 일본의 니다이라 나츠키에게 충격적인 패배를 당했다. 연말에 열린 인도네시아 마스터즈에서는 세계선수권대회 2회 동메달리스트 P. V. 신두를 누르고 결승전에 진출, 천위페이를 상대로 승리하며 우승을 차지하였다.

### 2016년~2018년
2016년 스위스 오픈에서 세계 최상위급으로 평가받는 랏차녹 인타논, P. V. 신두, 쑨위 등을 차례대로 누르며 결승전에 진출했다. 결승전에서도 중국의 왕이한을 만나 21-16, 21-10으로 승리하면서 올잉글랜드 대회에서의 패배를 설욕하며 우승을 차지했다. 이어진 재팬 오픈에서도 결승전에서 쑨위를 이기며 우승하였으며, 그 직후 열린 프렌치 오픈 슈퍼시리즈 결승전에서 장베이원을 만나 21-9, 21-9의 압도적인 실력차를 보이며 우승을 차지, 비트부르거 오픈에서도 니차온 진다폴을 누르고 우승을 차지하였다. 이 시기의 압도적인 성적으로 시즌말 2016년 BWF 슈퍼시리즈 파이널에 진출하였으며, 다이쯔잉과 성지현에 밀려 패했으나 랏차녹 인타논을 상대로 19-21, 11-10의 승리를 거두며 만족할 만한 결과로 마무리했다.
2017년 배드민턴 아시아 선수권 대회에서는 8강전에서 올림픽 은메달리스트 P. V. 신두를 만나 분전 끝에 준결승전에 진출하였다. 그러나 준결승전에서 일본의 야마구치 아카네에게 밀려 패하면서 동메달에 그쳤다. 이후 중국 수디르만컵 단체전에서 결승전에 진출하였으나 대한민국팀에게 패하며 은메달을 획득하였다. 그해 스코틀랜드 글래스고에서 치러진 2017년 BWF 세계 선수권 대회에서는 3차전에서 영국의 커스티 길모어를 만나 14-21, 21-15, 16-21로 아쉽게 탈락했다. 이어진 재팬 오픈에서는 결승에서 카롤리나 마린을 만나 패하면서 우승 타이틀을 지키지 못했다. 2017년 BWF 슈퍼시리즈 파이널에도 출전하였으나 조별전에서 만난 P. V. 신두, 야마구치 아카네, 사토 사야카에게 모두 패하면서 준결승전 진출에 실패했다.
2018년 아시안 게임에서는 16강전에서 일본의 오쿠하라 노조미에게 패했다. 이후의 열린 국제대회에서 준결승전에 매번 오르는 성적을 거두었으나, 홍콩 오픈에서 성지현을 상대로 경기에 나섰다가 부상을 입어 조국에서 열리는 월드투어 파이널전에 불참하게 되었다.

### 2019년~2024년
2019년 인도 오픈에서는 8강전에서 디펜딩 챔피언 장베이원을, 준결승전에서 P. V. 신두를 누르고 결승전에 진출하였으나 랏차녹 인타논에게 밀려 처음으로 패했다. 아시아 선수권 대회에서는 결승전에서 다시 한번 야마구치 아카네를 만나 패하면서 은메달을 거두었다. 세계 선수권 대회에서는 8강전에서 오쿠하라 노조미를 상대로 패하면서 조기 탈락했으나, 코리아 오픈에서는 결승전에서 랏차녹 인타논을 상대로 4매치 포인트를 거두며 2016년 이후 3년만에 우승을 거머쥐었다. 월드 투어 파이널에서는 야마구치 아카네, 천위페이, P. V. 신두에게 연달하 패배하며 아쉬운 성적을 거뒀다. 신두와의 경기에서는 18-9로 리드를 거머쥐었으나 이어지는 세트에서 19-21, 19-21로 패했다.
생애 처음으로 진출한 2020년 하계 올림픽에서는 여자 단식 종목에서 8번 시드를 부여받았으나 준결승전에서 천위페이에게, 동메달전에서 P. V. 신두에게 패하며 4위로 대회를 마감했다. 2021년 수디르만컵에서는 중국팀 선수로 합류하여 대회 우승에 기여했다. 2021년 BWF 세계 선수권 대회에서는 준결승전에 진출하였으나 다이쯔잉에게 17-21, 21-13, 14-21로 패하며 동메달을 획득했다. 허빙자오의 세계 선수권 메달 획득은 이번이 두 번째였다.
2번째로 올림픽에 출전한 2024년 하계 올림픽 배드민턴 여자 단식에서 우승 후보 천위페이를 꺾고 승승장구하여 결승전까지 진출하였으나, 단식 결승전에서 대한민국의 안세영에게 게임 스코어 0-2로 패해 은메달을 획득하였다. 허빙자오의 올림픽 메달 획득은 이번이 사상 처음이다.